# Diskuskastning för herrar i friidrott vid olympiska sommarspelen 2008
Herrarnas diskuskastning vid olympiska sommarspelen 2008 ägde rum 16-19 augusti i Pekings Nationalstadion. 

## Medaljörer
| Event          | Guld                | Guld    | Silver                  | Silver  | Brons                     | Brons   |
| Diskuskastning | Gerd Kanter Estland | 68,82 m | Piotr Małachowski Polen | 67,82 m | Virgilijus Alekna Litauen | 67,79 m |

## Resultat

### Kval
| Placering | Grupp | Idrottare                 | Nationalitet           | #1    | #2    | #3    | Resultat | Noteringar |
| --------- | ----- | ------------------------- | ---------------------- | ----- | ----- | ----- | -------- | ---------- |
| 1         | A     | Piotr Małachowski         | Polen                  | 65.94 |       |       | 65,94    | Q          |
| 2         | A     | Virgilijus Alekna         | Litauen                | 65.84 |       |       | 65,84    | Q          |
| 3         | B     | Rutger Smith              | Nederländerna          | 64.09 | 65.65 |       | 65.65    | Q          |
| 4         | B     | Frank Casañas             | Spanien                | x     | x     | 64.99 | 64.99    | Q          |
| 5         | B     | Gerd Kanter               | Estland                | 59.65 | 64.66 |       | 64.66    | Q          |
| 6         | A     | Bogdan Pisjtjalnikov      | Ryssland               | 62.68 | 63.93 | 64.60 | 64.60    | Q          |
| 7         | A     | Mario Pestano             | Spanien                | 64.42 | 61.16 | x     | 64.42    | q          |
| 8         | A     | Robert Harting            | Tyskland               | 64.19 | x     | x     | 64.19    | q          |
| 9         | B     | Rashid Shafi Al-Dosari    | Qatar                  | 63.83 | 63.72 | 61.60 | 63.83    | q          |
| 10        | A     | Aleksander Tammert        | Estland                | 57.79 | 61.57 | 63.10 | 63.10    | q          |
| 11        | A     | Róbert Fazekas            | Ungern                 | x     | 61.61 | 62.64 | 62.64    | q          |
| 12        | B     | Frantz Kruger             | Finland                | x     | 58.60 | 62.48 | 62.48    | q          |
| 13        | A     | Gábor Máté                | Ungern                 | x     | 55.15 | 62.44 | 62.44    |            |
| 14        | B     | Märt Israel               | Estland                | 61.98 | 59.78 | 61.63 | 61.98    |            |
| 15        | A     | Dzmitrj Sivakou           | Belarus                | 59.64 | x     | 61.75 | 61.75    |            |
| 16        | A     | Michael Robertson         | USA                    | 60.97 | 61.64 | x     | 61.64    |            |
| 17        | B     | Ehsan Hadadi              | Iran                   | 61.08 | x     | 61.34 | 61.34    |            |
| 18        | B     | Gerhard Mayer             | Österrike              | 61.32 | x     | 58.13 | 61.32    |            |
| 19        | A     | Casey Malone              | USA                    | 59.48 | x     | 61.26 | 61.26    |            |
| 20        | B     | Ercüment Olgundeniz       | Turkiet                | 58.99 | 60.83 | x     | 60.83    |            |
| 21        | B     | Zoltán Kővágó             | Ungern                 | 60.79 | 59.46 | 60.44 | 60.79    |            |
| 22        | B     | Vikas Gowda               | Indien                 | 59.58 | x     | 60.69 | 60.69    |            |
| 23        | A     | Omar Ahmed El Ghazaly     | Egypten                | 59.71 | 58.95 | 60.24 | 60.24    |            |
| 24        | A     | Oleksij Semenov           | Ukraina                | 57.84 | 60.18 | 59.41 | 60.18    |            |
| 25        | B     | Ian Waltz                 | USA                    | 60.02 | x     | x     | 60.02    |            |
| 26        | A     | Abbas Samimi              | Iran                   | 58.01 | 59.92 | 58.85 | 59.92    |            |
| 27        | A     | Jorge Fernández           | Kuba                   | x     | 59.60 | 59.58 | 59.60    |            |
| 28        | A     | Jan Marcell               | Tjeckien               | 59.52 | x     | 56.31 | 59.52    |            |
| 29        | B     | Martin Marić              | Kroatien               | 59.25 | x     | 59.09 | 59.25    |            |
| 30        | B     | Jorge Balliengo           | Argentina              | 58.71 | 58.82 | x     | 58.82    |            |
| 31        | A     | Benn Harradine            | Australien             | 58.55 | 57.50 | 57.91 | 58.55    |            |
| 32        | B     | Niklas Arrhenius          | Sverige                | 56.64 | 58.22 | 56.77 | 58.22    |            |
| 33        | B     | Hannes Kirchler           | Italien                | x     | x     | 56.44 | 56.44    |            |
| 34        | A     | Sultan Mubarak Al-Dawoodi | Saudiarabien           | 56.29 | 55.54 | 56.24 | 56.29    |            |
| 35        | A     | Vadim Hranovschi          | Moldavien              | 56.19 | x     | 55.78 | 56.19    |            |
| 36        | B     | Haidar Nasser Shaheed     | Irak                   | 54.19 | x     | x     | 54.19    |            |
| 37        | B     | Eric Matthias             | Brittiska Jungfruöarna | 47.87 | 50.87 | 53.11 | 53.11    |            |

### Final
| Placering | Idrottare              | Nationalitet  | 1     | 2     | 3     | 4     | 5     | 6     | Resultat | Noteringar |
| --------- | ---------------------- | ------------- | ----- | ----- | ----- | ----- | ----- | ----- | -------- | ---------- |
| 1         | Gerd Kanter            | Estland       | 63,44 | 66,38 | 62,75 | 68,82 | x     | 65,98 | 68,82    |            |
| 2         | Piotr Małachowski      | Polen         | 66.45 | 67.82 | 66.98 | 63.91 | 65.78 | x     | 67.82    |            |
| 3         | Virgilijus Alekna      | Litauen       | x     | 65.77 | 64.42 | 67.79 | x     | 67.18 | 67.79    |            |
| 4         | Robert Harting         | Tyskland      | 65.58 | 64.84 | 67.09 | x     |       | 66.51 | 67.09    |            |
| 5         | Frank Casañas          | Spanien       | 59.54 | 62.16 | 64.46 | 64.11 | 64.97 | 66.49 | 66.49    |            |
| 6         | Bogdan Pisjtjalnikov   | Ryssland      | 64.09 | 64.25 | 61.13 | 65.88 | x     | x     | 65.88    | PB         |
| 7         | Rutger Smith           | Nederländerna | 64.61 | 65.31 | 64.36 | 64.25 | x     | 65.39 | 65.39    |            |
| 8         | Róbert Fazekas         | Ungern        | 62.25 | 63.43 | 62.49 | x     | x     | 59.34 | 63.43    |            |
|           |                        |               |       |       |       |       |       |       |          |            |
| 9         | Mario Pestano          | Spanien       | 60.46 | 62.84 | 63.42 |       |       |       | 63.42    |            |
| 10        | Rashid Shafi Al-Dosari | Qatar         | 59.62 | x     | 62.55 |       |       |       | 62.55    |            |
| 11        | Frantz Kruger          | Finland       | 61.98 | 61.80 | 60.71 |       |       |       | 61.98    |            |
| 12        | Aleksander Tammert     | Estland       | x     | 61.32 | 61.38 |       |       |       | 61.38    |            |

 VR - Världsrekord / =SB - Tangerat säsongsbästa / PB - Personbästa / SB - Säsongsbästa